# Опан (река)
Опан — река в России, протекает в Сунском районе Кировской области. Устье реки находится в 114 км по правому берегу реки Воя. Длина реки составляет 33 км, площадь водосборного бассейна 155 км².
Исток реки находится западнее деревни Бородули (Курчумское сельское поселение) в 13 км к северо-востоку от посёлка Суна. Река течёт на юго-восток, в верхнем течении протекает деревни Бородули и Булдаки; в нижнем — село Плёлое и деревни Каширцы, Опан, Воронье. Притоки — Кокориха, Чернушка, Берёзовка (правые). Впадает в Вою чуть выше устья Суны, ширина реки перед устьем — 11 метров.

## Данные водного реестра
По данным государственного водного реестра России, река относится к Камскому бассейновому округу, водохозяйственный участок реки — Вятка от города Котельнич до водомерного поста посёлка городского типа Аркуль, речной подбассейн реки — Вятка. Речной бассейн реки — Кама.
По данным геоинформационной системы водохозяйственного районирования территории РФ, подготовленной Федеральным агентством водных ресурсов:
- Код водного объекта в государственном водном реестре — 10010300412111100037969
- Код по гидрологической изученности (ГИ) — 111103796
- Код бассейна — 10.01.03.004
- Номер тома по ГИ — 11
- Выпуск по ГИ — 1